# حاوی سنندجی
حسین‌قلی بن امان‌الله خان اردلان متخلص به حاوی همچنین شناخته‌شده به حسین‌قلی‌خان اردلانِ مخلص (؟ - ۱۸۴۸م) شاعر فارسی‌سرای ایرانی بود.

## زندگی
حسین‌قلی خان فرزند  امان‌الله خان اردلان حاکم کردستان در سالی نامعلوم در سنندج زاده شد. از جوانی به شعر پرداخت و آوازه یافت؛ مدتی همانند پدرش والی کردستان بود. بر هر دو ادبیات فارسی و عربی تسلط داشت، در انواع قالب‌های شعر سرود و بیشتر اشعار برجای‌مانده‌اش قصیده‌هاست، یک نمونه از قصیدهٔ مدح‌آمیز او:
| شاه را خرگاه بالاتر ز مهر و ماه باد |  | آسمان و هرچه در آن، زیر دست شاه باد |
| در مزاج آستان شه خواص کهرباست       |  | جبههٔ گردان‌فرازان را مزاج کاه باد{   |

حاوی سنندجی در سال ۱۸۴۸م/ ۱۲۶۴ق در سال‌های جوانی احتمالاً در زادگاهش درگذشت. ماده‌تاریخ آن:
| حاوی آن نکته‌سنج کردستان |  | رخت روزی کزین جهان بربست |
| فاضلی گفت بهر تاریخش    |  | آه حاوی به رفتگان پیوست  |